# 여섯 소년들
여섯 소년들(Bless The Beasts And The Children)은 미국에서 제작된 스탠리 크레이머 감독의 1971년 코미디, 드라마 영화이다. 빌 머미 등이 주연으로 출연하였고 스탠리 크레이머 등이 제작에 참여하였다.

## 출연

### 주연
- 빌 머미
- 마일즈 샤핀

### 조연
- 제시 화이트
- 켄 스워포드
- 일레인 드브리
- 웨인 수더린
- 쥬니 엘리스
- 프랭크 파머
- 윌리엄 브램리
- 빈센트 반 린

## 제작진
- 원작자: 글렌든 스워스아웃
- 협력프로듀서: 조지 글래스
- 미술: 라일 R. 휠러